# Бублій Павло Семенович
Павло́ Семе́нович Бублі́й (нар. 15 січня 1916 — пом. 28 березня 1997) — радянський військовик часів Другої світової війни, заступник командира 1164-го стрілецького полку 346-ї стрілецької дивізії 51-ї армії, майор. Герой Радянського Союзу (1945).

## Життєпис
Народився 15 січня 1916 року в місті Змієві, нині Харківської області, в селянській родині. Українець. Здобув неповну середню освіту. Працював слюсарем залізничних майстерень, згодом — завідувач сектором райвиконкому.
До лав РСЧА призваний у 1938 році. Учасник радянсько-фінської війни 1939—1940 років. Звільнився у запас у 1940 році. Вдруге призваний у липні 1941 року. Учасник німецько-радянської війни з жовтня 1941 року. У 1943 році закінчив Курси удосконалення командного складу (КУКС). Воював на Південному та 1-му Прибалтійському фронтах.
Особливо відзначився під час бойових дій у Прибалтиці. Після того, як танки і піхота супротивника вийшла в тил дивізії в районі населених пунктів Камері і Слока, майорові П. С. Бублію було доручено вивести підрозділи, що потрапили в оточення. 1 вересня 1944 року група під його командуванням перейшла лінію фронту. Протягом кількох наступних днів П. С. Бублій зібрав, а у ніч з 4 на 5 вересня — вивів з оточення близько 700 солдатів і офіцерів південно-західніше від Юрмали (Латвія).
Після закінчення війни продовжив військову службу в лавах ЗС СРСР. У 1945 році закінчив КУКС «Постріл». У 1961 році полковник П. С. Бублій вийшов у запас. Мешкав у Харкові, працював у раднаргоспі, згодом — начальником підготовки виробництва заводу «Комунар».
Помер 28 березня 1997 року. Похований на харківському кладовищі № 2.

## Нагороди
Указом Президії Верховної Ради СРСР від 24 березня 1945 року «за зразкове виконання бойових завдань командування на фронті боротьби з німецькими загарбниками та виявлені при цьому відвагу і героїзм», майорові Бублію Павлу Семеновичу присвоєне звання Героя Радянського Союзу з врученням ордена Леніна і медалі «Золота Зірка» (№ 5939).
Також нагороджений двома орденами Червоного Прапора (01.05.1944, 08.09.1944), двома орденами Вітчизняної війни 1-го ступеня (03.10.1943, 11.03.1985), орденами Червоної Зірки (…), «Знак Пошани» (…) і медалями.
Почесний громадянин міста Юрмала.